# Strażnica WOP Kołbaskowo
Strażnica WOP Kołbaskowo – podstawowy pododdział graniczny Wojsk Ochrony Pogranicza.

## Formowanie i zmiany organizacyjne
Strażnica została sformowana w 1955. Weszła w skład 123 batalionu WOP jako 59b strażnica WOP. W 1956 rozpoczęto numerowanie strażnic na poziomie brygady. Strażnica Kołbaskowo I kategorii była 8. w 12 Brygadzie Wojsk Ochrony Pogranicza. W 1958 otrzymała numer 12.
W latach 60. rozformowano strażnicę Rosówek. Żołnierze zostali rozdzieleni do sąsiednich strażnic. Zachowano 15-osobową grupę opereracyjną do ochrony przejścia granicznego Kołbaskowo i kolejowego Rosówek. Grupa funkcjonowała w budynkach strażnicy Rosówek. Po całkowitym zlikwidowaniu strażnicy w 1963 z budynków strażnicy powstały mieszkania dla kadry z Kołbaskowa. Funkcje zabezpieczenia przejścia w Rosówku i Kołbaskowie powierzono II rzutowej strażnicy WOP Kołbaskowo.
Rozkazem organizacyjnym dowódcy WOP nr 0148 z 2.09.1963 strażnicę lądową Kołbaskowo przeniesiono z kategorii IV do kategorii III, a jedna drużynę piechoty przeznaczono dla potrzeb GPK Kołbaskowo. W 1964 strażnica WOP nr 11 Kołbaskowo uzyskała status strażnicy lądowej i zaliczona została do III kategorii. Kilka miesięcy później strażnicę lądową Kołbaskowo III kategorii o stanie 47 wojskowych rozformowano. Jednocześnie GPK Kołbaskowo z etatu 14 wojskowych + 1 pracownik cywilny przeniesiono na etat 70 wojskowych + 2 pracowników cywilnych.

## Służba graniczna
4 marca 1962 dowódca Pomorskiej Brygady WOP meldował: strażnica Rosówek ma za zadanie organizację kontroli ruchu granicznego na przejściu kolejowym Gumieńce-Rosówek i zabezpieczenie odcinka granicznego od znaku gran 773 do 768 o długości 1840 m. [...] II rzutowa strażnica WOP Kołbaskowo miała za zadanie organizację przejść do granicy w głębi strefy nadgranicznej.
Strażnice sąsiednie:
Strażnica WOP Barnisław, Strażnica WOP Rosówek - 1959

## Dowódcy strażnicy
- por./kpt. Zbigniew Tabisz (1956-1964)[5]